# Guy Oliver Nickalls
Guy Oliver Nickalls (Wycombe, 4 de abril de 1899-Londres, 26 de abril de 1974) fue un deportista británico que compitió en remo. Fue hijo del también remero Guy Nickalls.
Participó en dos Juegos Olímpicos de Verano en los años 1920 y 1928, obteniendo dos medallas, plata en Amberes 1920 y plata en Ámsterdam 1928.

## Palmarés internacional
| Juegos Olímpicos | Juegos Olímpicos         | Juegos Olímpicos | Juegos Olímpicos |
| Año              | Lugar                    | Medalla          | Prueba           |
| ---------------- | ------------------------ | ---------------- | ---------------- |
| 1920             | Amberes (Bélgica)        | Medalla de plata | Ocho con timonel |
| 1928             | Ámsterdam (Países Bajos) | Medalla de plata | Ocho con timonel |